# Efraim Ljung
Adolf Henrik Efraim Ljung, född 31 augusti 1878 i Bankeryds församling, Jönköpings län, död 5 maj 1955 i Slottsstadens församling, Malmö, var en svensk industriman.
Efraim Ljung var son till hemmansägaren Johan August Ljung. Han arbetade 1896–1898 som bokhållare i Täby, 1898–1901 i Hjo, 1901–1902 i Malmö och 1902–1905 i Eslöv. Därefter etablerade han sig som specerihandlare i Malmö med firma A E Ljung. Som handlare kom han även att ägna sig åt grossistverksamhet i takt med att rörelsen växte och att ha tagit över importagenturen för ett brittiskt konfektyrföretag övergav han specerihandeln och grundade 1913 Firma Malmö choklad- & cacao compani A E Ljung. 1919 startade han Ljungs choklad- & cacaofabrik för egen tillverkning av konfektyr vilken snart blev en av de ledande chokladtillverkarna i Sverige med en tredjedel av marknaden och betydande export till USA. Ljung var VD för företaget som 1935 ombildades till aktiebolag fram till 1947. Efraim Ljung kom även att engagera sig inom andra affärsområden. 1913 fick han agenturen för Ceylonteet Tusker Brand och kom senare att starta Ljungs thé-import. 1924–1947 var han ägare till Handelstryckeriet och 1926 grundade han Madrassfabriken Dux AB som snart kom att bli hans mest kända företag. Ljung var även grundare av och ägare till Bergbom & Co AB som tillverkade glassmaskiner och elvispar 1940–1947, samt av Kocks snickerifabriker 1945–1947. Han var även ledamot av styrelsen för en rad andra bolag. 1947 slogs Ljungs företag samman i ett gemensamt bolag, AB Ljungs industrier, där Efraim Ljung var VD fram till 1951, då han lämnade över ledarskapet för firman på sina söner.
Efraim Ljung var aktiv inom Svenska Missionskyrkan och satt 1919–1947 som ledamot av kyrkans styrelse. Han var 1908–1943 ledamot av styrelsen för Betels missionsförsamling i Malmö och från 1915 styrelsens ordförande. Ljung var även 1918–1934 ledamot av styrelsen för Svenska Morgonbladet. Han var 1922–1946 ansvarig utgivare av den liberala tidningen Sydposten.
Efraim Ljung var 1919–1922 och 1927–1934 ledamot av Malmö stadsfullmäktige.